# Giải vô địch bóng đá nữ châu Âu 1991
Giải vô địch bóng đá nữ châu Âu 1991 do UEFA tổ chức diễn ra từ ngày 10 tháng 7 đến ngày 14 tháng 7 năm 1991 tại Đan Mạch. Đức một lần nữa thắng Na Uy trong trận chung kết với tỉ số 3–1 sau khi đá hiệp phụ. Do có tất cả 18 đội tham dự vòng loại nên giải đấu năm 1991 trở thành giải vô địch nữ châu Âu chính thức hoàn toàn đầu tiên.

## Bán kết
| Na Uy | 0–0 (s.h.p.) | Đan Mạch |
| ----- | ------------ | -------- |
|       | (Chi tiết)   |          |

| Đức                       | 3–0        | Ý |
| ------------------------- | ---------- | - |
| Mohr 30', 59' · Raith 61' | (Chi tiết) |   |

## Tranh hạng ba
| Đan Mạch                            | 2–1 (s.h.p.) | Ý           |
| ----------------------------------- | ------------ | ----------- |
| H. Jensen 22' · Furlotti 84' (l.n.) | (Chi tiết)   | Fiorini 68' |

## Chung kết
| Đức                      | 3–1 (s.h.p.) | Na Uy       |
| ------------------------ | ------------ | ----------- |
| Mohr 62', 94' · Neid 96' | (Chi tiết)   | Hegstad 54' |

## Vô địch
| Vô địch Euro 1991   |
| ------------------- |
| · Đức · Lần thứ hai |

## Cầu thủ ghi bàn
4 bàn
- Heidi Mohr

1 bàn
| - Helle Jensen - Sissy Raith - Silvia Neid | - Birthe Hegstad - Silvia Fiorini |

Phản lưới nhà
- Maura Furlotti (trận gặp Đan Mạch)